# تازه آباد غاوميشان (مقاطعة دهغلان)
تازه‌آباد غاوميشان (بالفارسية: تازه‌آباد گاومیشان) هي قرية تقع في قسم ايلان الشمالي الريفي (مقاطعة دهغلان) في إيران. يقدر عدد سكانها بـ 134 نسمة بحسب إحصاء 2016.